# Mestosoma ibitiense
Mestosoma ibitiense är en mångfotingart som först beskrevs av Christoph D. Schubart 1945.  Mestosoma ibitiense ingår i släktet Mestosoma och familjen orangeridubbelfotingar. Inga underarter finns listade i Catalogue of Life.